# Antapodose
En rhétorique, l’antapodose, du grec ancien ἀνταπόδοσις, signifie littéralement « restitution en échange », et par extension,
« correspondance de phrases ». Cette figure est un ensemble de deux membres de phrase dont le second sert de répondant au premier donnant l’impression d’un rééquilibrage. Dans la tradition antique, elle est l’un des quatre membres de la période, avec la protase, l’apodose et la clausule, et apparaît notamment dans le vocabulaire de Théophraste à propos des phénomènes, météorologiques notamment. Mais Théophraste a également utilisé. D’un point de vue dialectique, Théophraste a également traité Des enthymèmes, Des exemples, Sur l’action oratoire et Sur les preuves non techniques.